# Adrien Viguier
Pour les articles homonymes, voir Viguier et Delaville.
Joseph Étienne Adrien Viguier, né le 20 janvier 1805 à Béziers (Hérault) et mort le 10 décembre 1884 à Nice, de son pseudonyme Adrien Delaville, est un écrivain, auteur dramatique, et critique littéraire français.
Il était un professeur de rhétorique, agrégé des lettres.

## Œuvres
- Le Sacre de Charlemagne, Ladvocat (1825)
- Chérubin, ou le Page de Napoléon, comédie-vaudeville en 2 actes, par MM. Edmond de Biéville, Adrien Viguier, et Adrien Payn... Paris, Ambigu-comique, 10 octobre 1835, Marchant (1835)
- Traité de la traduction, ou L'art de traduire le latin en français, 23 p., Édition : Paris : Brunot-Labbe , 1827; Texte sur Gallica.fr
- Roger, 1842, pseudonyme Adrien Delaville
- Régine, Au Comptoir des imprimeurs-unis, 1844
- Le Dernier des touristes, humour, par Adrien Delaville, H. Souverain (1844)
- Les Deux César, comédie-vaudeville en un acte, de M. Arvers... [Paris, Gymnase-Dramatique, 17 février 1845.]; In-4° à 2 col., 19 p.Description : Note : Rédigé avec la collaboration d'Adrien Viguier, d'après Vapereau. - Répertoire dramatique des auteurs contemporains, 286; Édition : Paris : l'Éditeur du Répertoire dramatique et Tresse , 1845; Auteur du texte : Félix Arvers (1806-1850)
- Épopée, In-12, 172 p., Note : Ce titre figure dans la liste des œuvres d'A. Viguier en tête de son roman : "Roger", avec la mention : "roman de la Révolution de juillet"; Édition : Paris : au Comptoir des éditeurs réunis , 1844
- Love. Débuts. 2e édition, Comon (1849)
- Aperçus littéraires, par Adrien Delaville, Comptoir des imprimeurs-unis (1851)
- Armelle, ou la Pauvre Villageoise, 1863, pseudonyme Adrien Delaville
- La Légende de Jeanne d'Arc, In-18, XXVIII-211 p., Description : Note : Reçu à correction au Théâtre-français; Édition : Paris : E. Dentu , 1870
- Napoleo epicus,2 vol. in-18; Description : Note : Par A. Viguier, d'après sa dédicace ms. sur le deuxième ex. - La préface est datée de 1874; Édition : Paris : Vanier , (1876)